# 阿莱格兰萨岛
阿莱格兰萨岛（西班牙語：Alegranza）是西班牙加那利群岛中的一个无人小岛。该岛在行政上隶属于主体部分位于兰萨罗特岛的特吉塞市镇。曾被选为日本动画电影《機動戰士GUNDAM 庫克羅斯·德安之島》的背景发生地。

## 地理
阿莱格兰萨岛是兰萨罗特岛以北的奇尼霍群岛的一部分，位于整个群岛的最北部，距离格拉西奥萨岛10公里。岛屿的面积约为10.2平方公里。岛屿的地形凝灰岩锥体和火山口为特征，西南部为一个直径约为1.1公里的火山口，火山口的最高点也是该岛的最高点，海拔为289（948英尺）。岛屿的北部基本上平坦。岛上还有一个隐藏的名叫Las Palomas的潟湖，只能通过沿海一侧半潜式水下通道进入。

## 环境和保护
该岛为奇尼霍群岛自然公园（Parque Natural del Archipiélago Chinijo）的一部分。阿莱格兰萨岛位于整个群岛链的最北端，是加那利洋流穿过的第一个障碍。除了值守灯塔的人，岛上没有长期居住人口。登岛参观需要事先获得特别的许可。蓬塔德尔加达灯塔位于该岛屿的东部，建于1861至1865年间。2002年该灯塔被指定为西班牙國家文物古蹟。

## 历史
阿莱格兰萨岛的名字来源于西班牙语单词，有“喜悦”的意思。据一些专家的说法，这个名字出自法国探险家让·德贝当古。因为他在发现该岛时感到喜悦，因而将此岛如此命名。自1940年代以来，此岛一直归属霍尔丹-马丁农（Jordán-Martinón）家族所有。

## 影视登场
2022年6月在日本上映的动画电影《機動戰士GUNDAM 庫克羅斯·德安之島》中出现的庫克羅斯·德安的小岛被认为就是现实中的阿莱格兰萨岛。片中，主人公之一的庫克羅斯·德安驾驶他的机动战士扎古逃离了军队并潜藏在阿莱格兰萨岛上。在他在此收留了许多战争孤儿并一起生活。而现实中的蓬塔德尔加达灯塔在电影中则是德安与孩子们一起生活的场所。而岛上的火山口也在影片高潮处扮演了重要的角色。

## 图片

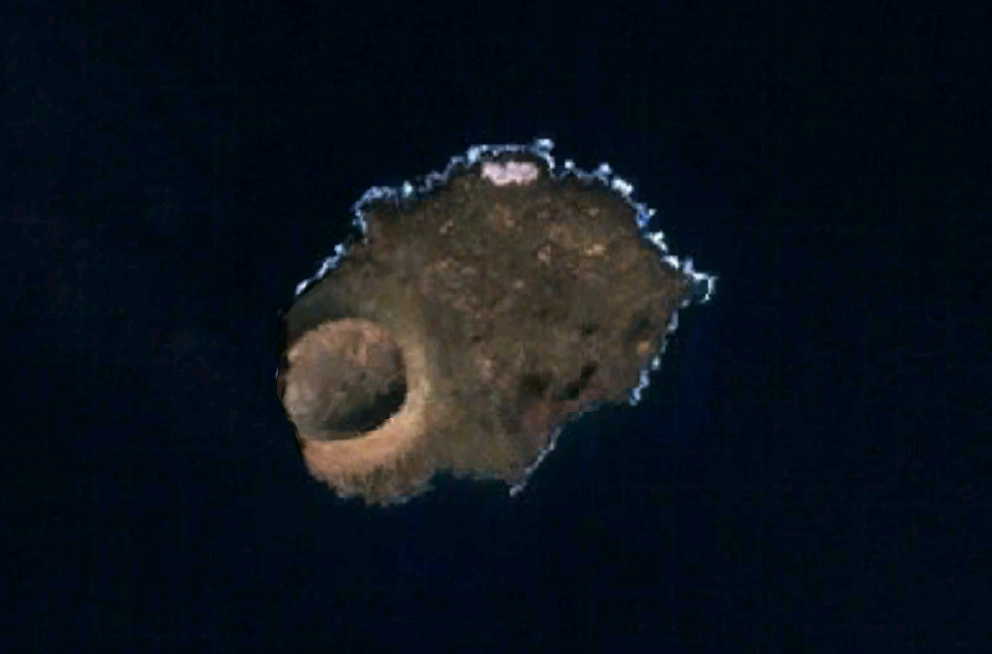
NASA卫星照片
根據衛星觀測資料建立的電腦模型

## 脚注